# Acolasis nubila
Acolasis nubila är en fjärilsart som beskrevs av William Schaus 1901. Acolasis nubila ingår i släktet Acolasis och familjen nattflyn. Inga underarter finns listade i Catalogue of Life.